# Sydney Greenstreet
Sydney Greenstreet (Sandwich, 27 december 1879 – Hollywood, 18 januari 1954) was een Britse acteur.

## Leven en werk

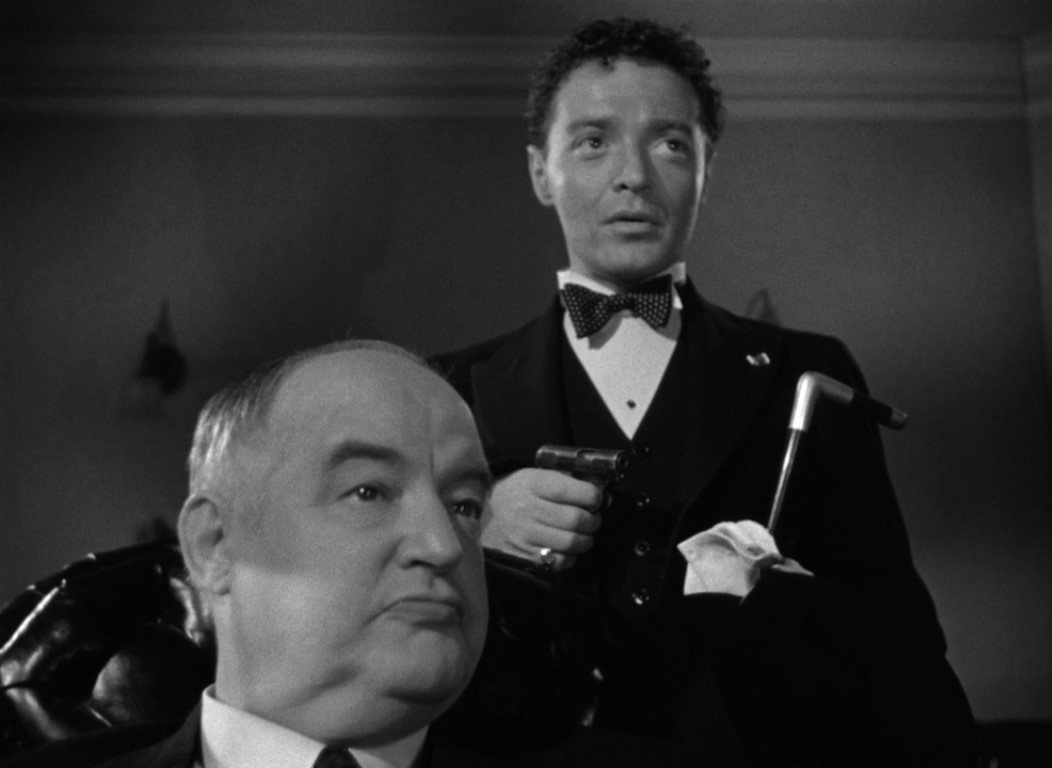
Greenstreet en Peter Lorre in The Maltese Falcon (1941)

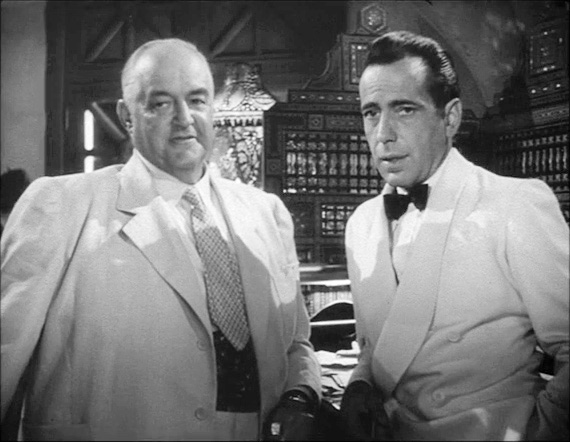
Greenstreet en Humphrey Bogart in Casablanca (1942)

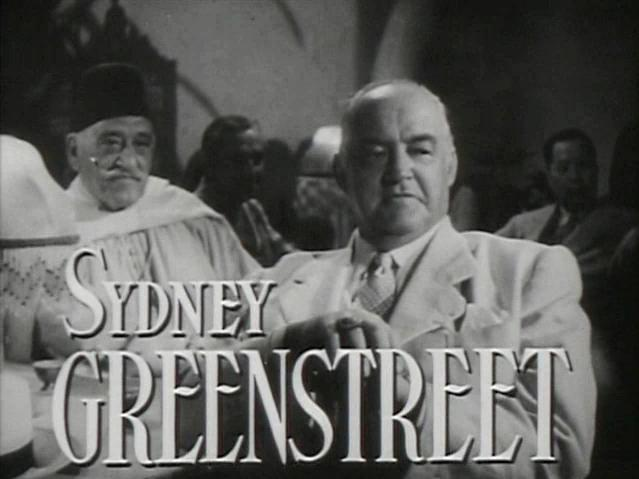
Greenstreet in Casablanca (1942)

Greenstreet maakte zijn theaterdebuut in een theater in Ramsgate in 1902. Hij speelde in zijn beginjaren steeds in theaters. Hij speelde onder meer in As You Like It van William Shakespeare.
Pas in 1941, op 61-jarige leeftijd, maakte hij zijn filmdebuut in de film noir The Maltese Falcon met Humphrey Bogart en Peter Lorre. Met Lorre speelde hij samen in negen films. Met Bogart was hij nog te zien in vier andere films. Na The Maltese Falcon volgden onder meer het romantisch oorlogsdrama Casablanca (1942) en de spionagethriller Background to Danger (1943).
De filmcarrière van Greenstreet besloeg amper negen jaar. In die korte tijdspanne werd Greenstreet gecast in 24 films, meestal films noirs, spionagefilms en drama's, dikwijls gesitueerd tegen de achtergrond van de Tweede Wereldoorlog. Gereputeerde regisseurs als Michael Curtiz, Raoul Walsh, John Huston en Jean Negulesco deden meermaals een beroep op zijn krachtig acteertalent. Behalve Bogart en Lorre waren ook Errol Flynn, Clark Gable, Spencer Tracy, James Stewart, Olivia de Havilland, Ingrid Bergman, Joan Crawford en Michèle Morgan zijn filmpartners.
Greenstreet beëindigde zijn acteercarrière in 1949 met het oorlogsdrama Malaya. Voor zijn rol in The Maltese Falcon kreeg hij een nominatie voor de Oscar voor beste mannelijke bijrol.
De zwaarlijvige Greenstreet overleed in 1954, amper 5 jaar na zijn laatste film, op 74-jarige leeftijd aan de gevolgen van diabetes.

## Filmografie (ruime selectie)
- The Maltese Falcon (1941)
- They Died with Their Boots On (1941)
- Across the Pacific (1942)
- Casablanca (1942)
- Background to Danger (1943)
- Passage to Marseille (1944)
- The Mask of Dimitrios (1944)
- The Conspirators (1944)
- Conflict (1945)
- Three Strangers (1946)
- The Verdict (1946)
- The Hucksters (1947)
- Ruthless (1948)
- Flamingo Road (1949)
- Malaya (1949)